# Doctor's Advocate
Doctor's Advocate è il terzo album del rapper losangelino The Game.

Uscito negli Stati Uniti il 14 novembre 2006 per Geffen Records l'album debuttò alla posizione numero uno nella Billboard 200, seguendo le orme del precedente album di The Game, The Documentary. L'album vanta la produzione di Kanye West, Just Blaze e Scott Storch, già presenti nel primo album, come di will.i.am e Swizz Beatz, che non vi avevano partecipato. Da notare, sempre rispetto al primo album, è l'assenza di Dr. Dre. Nonostante il produttore non compaia nel novero di coloro che hanno partecipato alla produzione dell'album il rapper dedicò a lui il proprio lavoro.
Fondamentale per The Game fu mettere in chiaro che poteva ancora fare buona musica, confermandosi ai livelli del suo album di esordio, pur senza il sostegno di Dr. Dre o 50 Cent. In qualità di ospiti, parteciparono all'album Busta Rhymes, Nas, Nate Dogg, Snoop Dogg, Tha Dogg Pound, Jamie Foxx ed Xzibit.

## Musica

### Testi
Doctor's Advocate contiene un certo numero di canzoni legate a "cliché" dell'hip hop west coast come la violenza delle gang, il sesso e l'uso di droga. A oner del vero c'è da dire che altre canzoni si discostano da questo immaginario gangsta.

### Produzioni
Le produzioni furono ben accolte dalla critica. David Jeffries, giornalista di All Music affermò: "beat-makers like Kanye West, Just Blaze, Scott Storch and Swizz Beatz are all on fire" and went on to praise will.i.am's return his "hood sound after years with the polished Black Eyed Peas", ovvero: "Produttori come Kanye West, Just Blaze, Scott Storch e Swizz Beatz hanno veramente dato il meglio di sé e da sottolineare è anche il ritorno di Will.I.Am a quel suono del ghetto che proponeva prima del periodo Black Eyed Peas".

## Tracce
1. Lookin' at You - 3:37 -  (Testi: The Game - Musica: Ervin "EP" Pope, Glenn Jeffery, E. Battle - Vocals: Mac Minister & Tracey Nelson)
2. Da Shit - 5:23 -  (Testi: The Game - Musica: Dj Khalil, Daniel Seeff - Vocals: Janeen Jasmine & Tracey Nelson)
3. It's Okay (One Blood) - 4:17 -  (Testi: The Game, Junior Reid - Musica: Reefa, D-Roc1)
4. Compton - 4:41 -  (Testi: The Game, Will.I.Am - Musica: Will.I.Am)
5. Remedy - 2:57 -  (Testi: The Game - Musica: Just Blaze)
6. Let's Ride (Strip Club) - 5:24 -  (Testi: The Game - Musica: Scott Storch, Aaron "Franchise" Fishbein)
7. Too Much - 4:11 -  (Testi: The Game, Nate Dogg - Musica: Scott Storch)
8. Wouldn't Get Far - 4:11 -  (Testi: The Game, Kanye West - Musica: Kanye West, Patrick Gillin)
9. Scream on Em - 4:20 -  (Testi: The Game - Musica: Swizz Beatz)
10. One Night - 4:27 -  (Testi: The Game - Musica: Nottz - Vocals: DMP & Andrea Martin)
11. Doctor's Advocate - 5:03 -  (Testi: The Game, Busta Rhymes - Musica: J.R. Rotem)
12. Ol' English - 4:44 -  (Testi: The Game, Dion - Musica: Hi-Tek, Erick Coomes)
13. California Vacation - 4:29 -  (Testi: The Game, Snoop Dogg, XZibit - Musica: J.R. Rotem - Vocals: Tracey Nelson)
14. Bang - 3:37 -  (Testi:The Game - Tha Dogg Pound - Musica: Jellyroll)
15. Around the World - 4:02 -  (Testi: The Game, Jamie Foxx - Musica: Mike Chav, Walter Howard)
16. Why You Hate the Game - 9:22 -  (Testi: Nas, Marsha Ambrosius - Musica: Just Blaze, Lamar Edwards & Larrance Dopson - Vocals: Andrea Martin, The 1500 Choir)
17. I'm Chillin* - 4:33 -  (Testi: The Game, Will.I.Am, Fergie - Musica: Will.I.Am)

Un asterisco (*) indica la bonus track presente nell'edizione inglese del disco.

### Campioni utilizzati
- Su Da Shit: estratti dal film Tales from the Hood
- Su It's Okay (One Blood): "One Blood" di Junior Reid
- Su Compton:

1. "Real Muthaphuckkin G's" di Eazy-E
2. "Hard Times" di Baby Huey
3. "Gangster Boogie" dei Chicago Gangsters
4. Interpolates "Swahililand" di Ahmad Jamal
5. Amen, Brother dei The Winstons

- Su Remedy:

1. "Hyperbolicsyllabicsesquedalymistic" di Isaac Hayes
2. "Black Steel in the Hour of Chaos" dei Public Enemy (non accreditato)
3. "Puppet Master" di B-Real & Dr. Dre (non accreditato)

- Su Let's Ride (strip Club): "Picture Me Rollin" di 2pac
- Su Wouldn't Get Far:

1. "I'd Find You Anywhere" dei Creative Source
2. "Long Red" by Mountain
3. "All Bout U" di 2Pac

- Su One Night:     * "Two Occasions" dei The Deele
- Su Doctor's Advocate: "Up Against the Wind" di Lori Perri (dal film Set It Off)
- Su California Vacation: elementi da "Ghetto Bird" di Ice Cube
- Su Why You Hate the Game: "With You" dei The Main Ingredient
- Su I'm Chillin':

1. "Funky Drummer" di James Brown
2. "You Gots to Chill" degli EPMD

### Tracce non incluse
Nel 2007 uscirono diversi pezzi prodotti da Dr Dre che non furono inclusi nell'edizione finale di "Doctor's Advocate" su Amie Street, uno store musicale online.
| # | Titolo           | Featuring           | Durata |
| - | ---------------- | ------------------- | ------ |
| 1 | "Breathe Eazy"   | RiZ Nu Jerzey Devil | 4:33   |
| 2 | "Around the Way" | Keyshia Cole        | 3:49   |
| 3 | "Beautiful Life" |                     | 4:40   |
| 4 | "Murda"          |                     | 4:02   |
| 5 | "My Bitch"       |                     | 4:49   |
| 6 | "Still Me"       | Mýa                 | 4:33   |
| 7 | "Won't Stop"     |                     | 4:18   |

## Risultati in classifica

### Album
| Classifiche (2006)       | posizione |
| ------------------------ | --------- |
| Australia Top 100 Albums | 28        |
| Austrian Albums Chart    | 46        |
| Dutch Albums Chart       | 40        |
| French Albums Chart      | 27        |
| Canadian Albums Chart    | 1         |
| German Albums Chart      | 29        |
| Irish Albums Chart       | 8         |
| New Zealand Albums Chart | 15        |
| Norwegian Albums Chart   | 24        |
| Swiss Albums Chart       | 15        |
| U.S. Billboard 200       | 1         |
| UK Albums Chart          | 21        |

### Singoli
| Anno | Brano                                     | Posizione in classifica | Posizione in classifica | Posizione in classifica | Posizione in classifica | Posizione in classifica | Posizione in classifica | Posizione in classifica | Posizione in classifica | Posizione in classifica | Posizione in classifica |
| Anno | Brano                                     | US                      | US R&B                  | US Rap                  | Austria                 | Finland                 | Germany                 | Ireland                 | New Zealand             | Switzerland             | UK                      |
| 2006 | "It's Okay (One Blood)                    | 71                      | 33                      | 15                      | 68                      | 9                       | 41                      | 16                      | 25                      | -                       | 21                      |
| 2006 | "Let's Ride"                              | 46                      | 55                      | 14                      | -                       | 12                      | 74                      | 36                      | 17                      | 79                      | 42                      |
| 2007 | "Wouldn't Get Far" (featuring Kanye West) | 64                      | 26                      | 11                      | -                       | -                       | -                       | -                       | -                       | -                       | 3                       |